# Адміністративний устрій Магдалинівського району
Адміністративний устрій Магдалинівського району — адміністративно-територіальний поділ Магдалинівського району Дніпропетровської області на 1 селищну раду та 21 сільську раду, які об'єднують 59 населених пунктів та підпорядковані Магдалинівській районній раді. Адміністративний центр — смт Магдалинівка.

## Список громадМагдалинівського району
- Личківська сільська громада

## Список радМагдалинівського району
| №  | Назва                           | Центр              | Населені пункти                                                                                 | Площа км² | Місце за площею | Населення (2001), чол. | Місце за населенням | Розташування |
| -- | ------------------------------- | ------------------ | ----------------------------------------------------------------------------------------------- | --------- | --------------- | ---------------------- | ------------------- | ------------ |
| 1  | Магдалинівська селищна рада     | смт Магдалинівка   | смт Магдалинівка с. Дубравка с. Кільчень                                                        |           |                 |                        |                     |              |
| 2  | Гупалівська сільська рада       | c. Гупалівка       | c. Гупалівка                                                                                    |           |                 |                        |                     |              |
| 3  | Дмухайлівська сільська рада     | c. Дмухайлівка     | c. Дмухайлівка                                                                                  |           |                 |                        |                     |              |
| 4  | Жданівська сільська рада        | c. Жданівка        | c. Жданівка с. Грабки с. Деконка с. Дудківка с. Крамарка                                        |           |                 |                        |                     |              |
| 5  | Заплавська сільська рада        | c. Заплавка        | c. Заплавка с. Краснопілля с. Кременівка с. Минівка                                             |           |                 |                        |                     |              |
| 6  | Казначеївська сільська рада     | c. Казначеївка     | c. Казначеївка                                                                                  |           |                 |                        |                     |              |
| 7  | Котовська сільська рада         | c. Котовка         | c. Котовка с. Степанівка                                                                        |           |                 |                        |                     |              |
| 8  | Мар'ївська сільська рада        | c. Мар'ївка        | c. Мар'ївка с. Олянівка с. Трудолюбівка                                                         |           |                 |                        |                     |              |
| 9  | Новопетрівська сільська рада    | c. Новопетрівка    | c. Новопетрівка с. Виноградівка с. Водяне с. Шевське                                            |           |                 |                        |                     |              |
| 10 | Олександрівська сільська рада   | c. Олександрівка   | c. Олександрівка с. Запоріжжя с. Малоандріївка                                                  |           |                 |                        |                     |              |
| 11 | Оленівська сільська рада        | c. Оленівка        | c. Оленівка                                                                                     |           |                 |                        |                     |              |
| 12 | Очеретуватська сільська рада    | c. Очеретувате     | c. Очеретувате                                                                                  |           |                 |                        |                     |              |
| 13 | Першотравенська сільська рада   | c. Першотравенка   | c. Першотравенка                                                                                |           |                 |                        |                     |              |
| 14 | Поливанівська сільська рада     | c. Поливанівка     | c. Поливанівка с. Веселий Гай с. Калинівка с. Новоіванівка                                      |           |                 |                        |                     |              |
| 15 | Почино-Софіївська сільська рада | c. Почино-Софіївка | c. Почино-Софіївка с. Січкарівка с. Тарасівка                                                   |           |                 |                        |                     |              |
| 16 | Приютська сільська рада         | c. Приют           | c. Приют с. Веселе с. Вишневе с. Іванівка с. Нововасилівка с. Новоспаське с. Тарасо-Шевченківка |           |                 |                        |                     |              |
| 17 | Топчинська сільська рада        | c. Топчине         | c. Топчине с. Тарасівка                                                                         |           |                 |                        |                     |              |
| 18 | Чернеччинська сільська рада     | c. Чернеччина      | c. Чернеччина с. Мусієнкове                                                                     |           |                 |                        |                     |              |
| 19 | Шевченківська сільська рада     | c. Шевченківка     | c. Шевченківка с. Євдокіївка с. Тарасівка                                                       |           |                 |                        |                     |              |